# Зубни сугласник
Зубни или дентални сугласници у српском језику су:
Д, Т, З, С, Ц.
Д и т стварају се тако што се врх језика налази на секутићима, ваздушна струја гомила се иза препреке и при наглом отклањању препреке излази из уста (уз прасак). При томе, д је звучно, а т је безвучно. Сугласници з и с настају на истом месту (з је звучно, с је безвучно). Сугласник ц је сливени сугласник.